# Делагарді

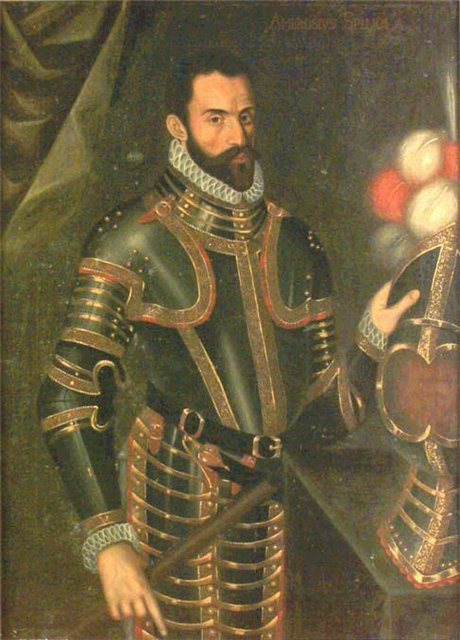
Понтус Делагарді

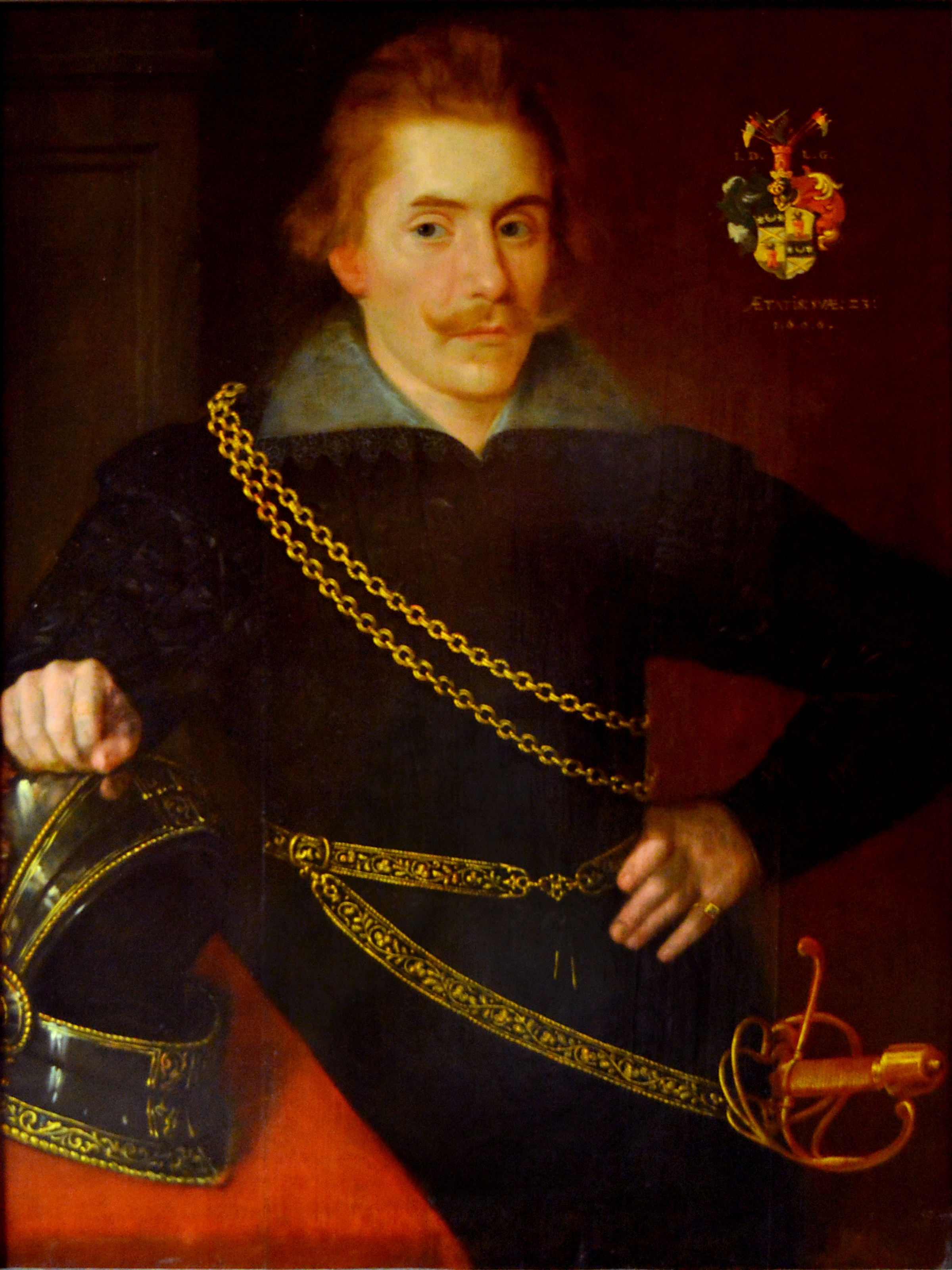
Якоб Понтуссон Делагарді

Делагарді — шведський дворянський рід вихідців із Франції, що в XVI-XVII уславився на службі Швеції (у Франції рід нічим не визначався). 
Засновником знаменитого шведського дворянського роду, з якого вийшло багато відомих шведських державних діячів, став полководець і дипломат Понтус Делагарді. Дружиною полководця була позашлюбна дочка Юхана III Софія (Юхансдоттер) Юлленельм (Гюлленхельм, Гюлленьельм) (бл. 1559–1583). За рік після весілля, 1581 року, у Ревелі Софія народила Понтусу першу дитину — дочку Бриту (1581–1645), за рік — сина Юхана (1582–1642), а ще за рік, у червні 1583 року — сина Якоба (1583–1652). Останні важкі пологи Софія не пережила. Вона похована разом зі своїм чоловіком у Домському соборі Ревеля.

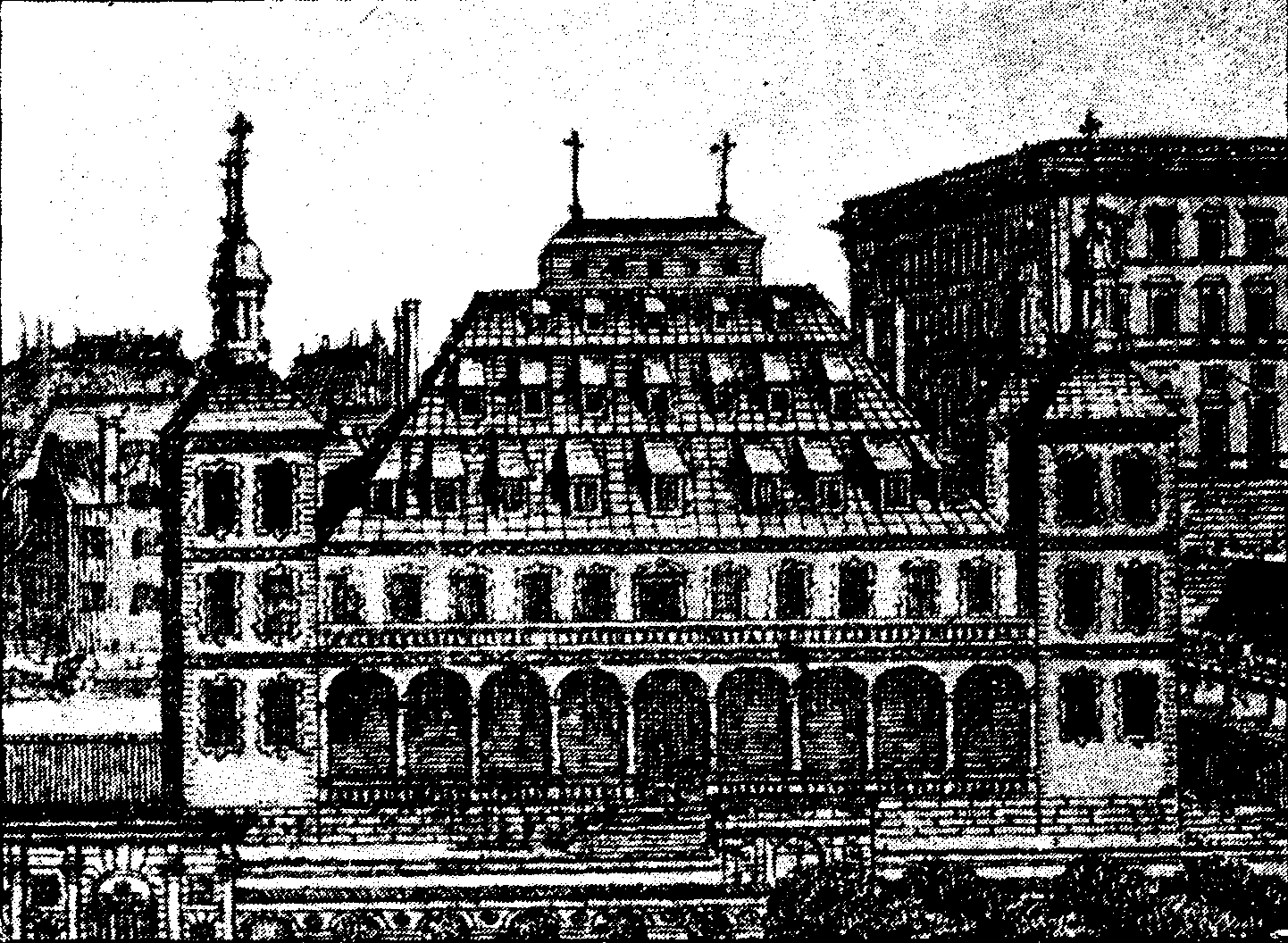
Палац родини Делагарді, зведений Якобом Понтуссоном поряд із королівським палацом у Стокгольмі

Діти Понтуса, які майже не знали свого батька, були виховані у Фінляндії своєю бабусею, Карін Хансдоттер (швед. Karin Hansdotter). Молодший син Понтуса, Якоб, перевершив славу свого батька, беручи участь спочатку у відбитті Московським царством польської інтервенції за смутних часів (Похід Делагарді), а потім у війні з Московським царством, що у закордонних джерелах іменується Інгерманландською. Командуючи шведськими військами під час війни, Якоб завершив справу свого батька та все ж узяв Новгород, а також багато інших міст Новгородської землі. Результатом був найважчий для Московського царства Столбовський мир, який майже на століття позбавив її виходу до Балтійського моря. За свої заслуги Якоб Понтуссон отримав від шведського монарха графський титул і значні ленні володіння.
Прославився на державному поприщі й онук Понтуса, Магнус Габріель Делагарді, який був членом ріксроду, ріксмаршалом, а з 1660 до 1680 року — ріксканцлером Швеції. Нащадки першого Делагарді, який закріпився у Швеції, займають різні державні пости й донині.
Одна з графських гілок роду Делагарді опинилась і в Росії, проте в середині XIX століття вона припинилась, і право спадкувати графський титул і прізвище Делагарді отримав Олександр Бреверн; він та його нащадки носили надалі подвійне прізвище — Бреверн-де-Лаарді.
Графиня Єва Екеблад (уроджена Делагарді; швед. Eva Ekeblad) — шведська вчена, агрономка, винахідниця, була першою жінкою, обраною до Шведської королівської академії наук.